# Lisa Backwell
Lisa Backwell (ur. 28 października 1990 w Anglii) – brytyjska aktorka. Występowała w roli Pandory Moon w serialu Kumple.

## Kariera
Backwell zadebiutowała w 2008 r. w Kumplach. Wystąpiła tam gościnnie na końcu drugiego sezonu. Kiedy serial wrócił z trzecim sezonem, tylko ona i Kaya Scodelario pozostały ze starej obsady. Dołączyła do głównej obsady trzeciego i czwartego sezonu. Backwell, która gra Pandorę Moon, spotyka Effy w szkole i zaprzyjaźnia się z nią. W trzecim sezonie Pandora umawia się z Thomasem, chłopakiem z Afryki, który pracuje w szkole.